# Amitié franco-allemande

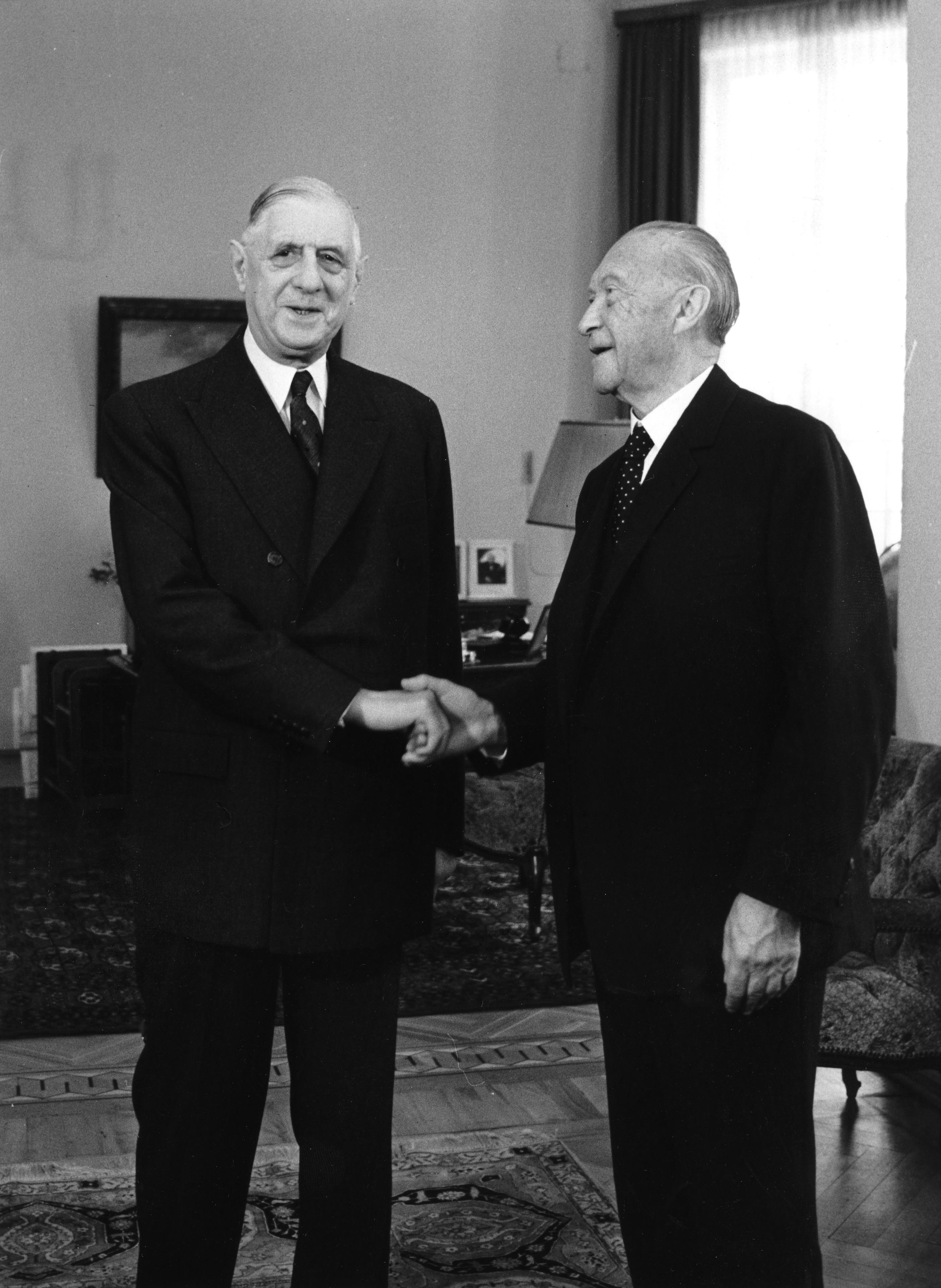
Charles de Gaulle et Konrad Adenauer en 1963

L'amitié franco-allemande  est une notion diplomatique franco-allemande née des suites de la Seconde Guerre mondiale, troisième conflit en moins d'un siècle entre la France et l'Allemagne. Pour éviter une nouvelle guerre et mettre fin au revanchisme, des efforts de rapprochement sont entrepris par les deux pays.
Elle s'est donc développée en parallèle avec l'Union européenne, le couple franco-allemand ayant toujours été un moteur de la construction européenne. Le traité de l'Élysée, en 1963, a officialisé ce rapprochement symbolique.

## Historique

### Premiers pas

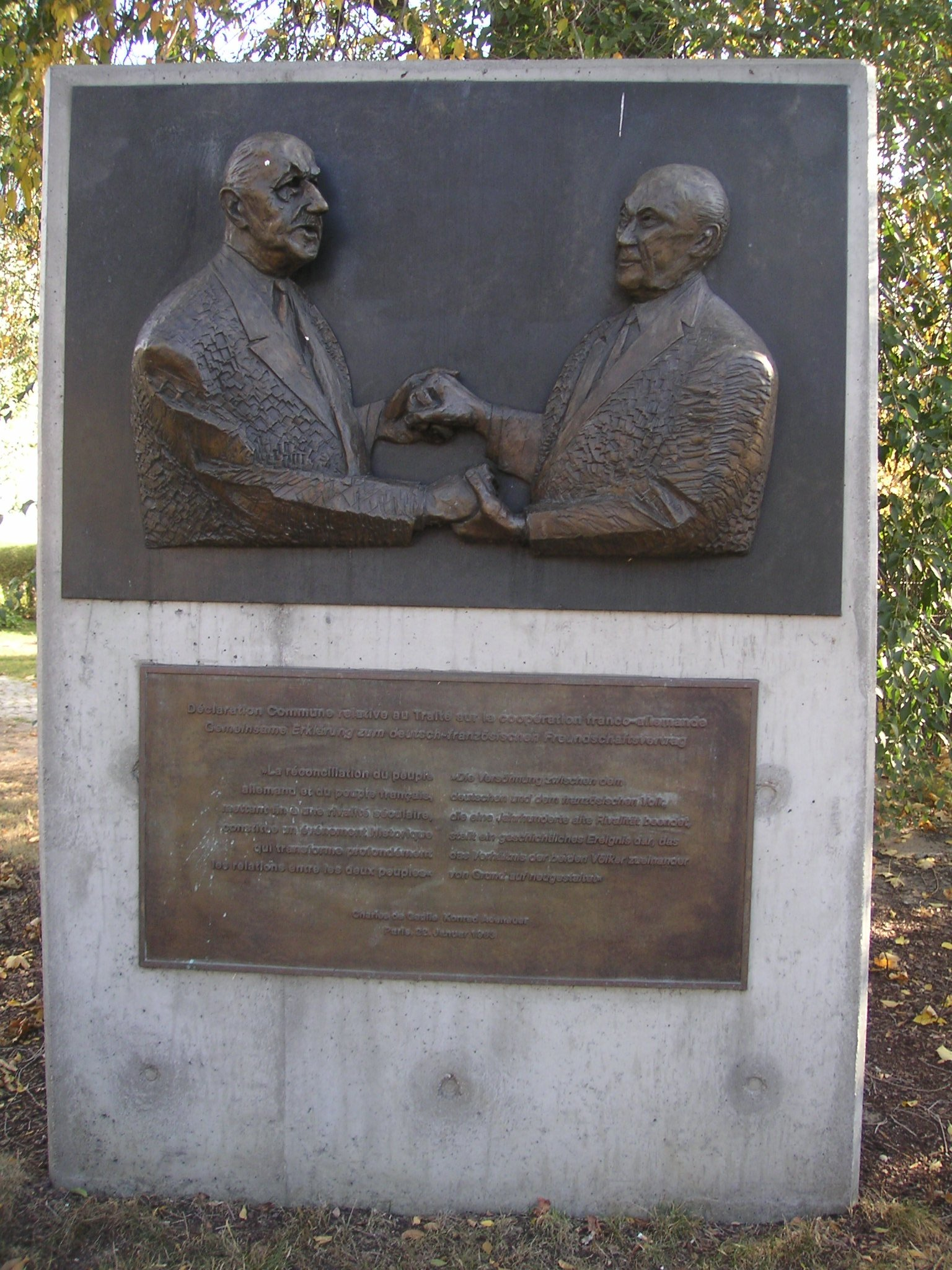
Monument commémorant Charles de Gaulle et Konrad Adenauer.

L'amitié franco-allemande fait un premier pas décisif le 9 mai 1950 lorsque le chancelier Konrad Adenauer accepte en moins de 24 heures le projet de constitution de la CECA (Communauté européenne du Charbon et de l'Acier) qui lui a été adressé personnellement par le ministre français Robert Schuman. Les lettres échangées par les deux hommes à cette occasion témoignent du degré de confiance mutuelle qu'ils avaient pu établir au cours de leurs contacts antérieurs. Comme le relèvent les deux intéressés, cette proposition, malgré son caractère vague, règle d'emblée les problèmes récurrents de la Sarre et de la Ruhr  et permet aux deux pays d'envisager une coopération sur un pied d'égalité.
En août 1950, les villes de Montbéliard et de Ludwigsbourg organisent le premier échange de jeunes et le premier jumelage de villes entre la France et l'Allemagne à l'initiative des maires Lucien Tharradin et Elmar Doch, qui se sont mis d'accord au cours d'une rencontre entre maires à Stuttgart. Ce jumelage franco-allemand a servi de modèle à de nombreux autres.
Le 23 avril 1960, le chancelier allemand Konrad Adenauer et le premier ministre français Michel Debré inaugurent conjointement un jardin franco-allemand à Sarrebruck dans le cadre de l’apaisement nécessaire après le référendum d'autodétermination de la Sarre de 1955 (où 67,7% des Sarrois ont voté pour leur rattachement à l’Allemagne).
Du 4 au 9 septembre 1962, le général de Gaulle parcourt l'Allemagne et y prononce une dizaine de discours dont 6 en allemand (appris par cœur), suscitant une vague d'enthousiasme en Allemagne. Son discours à la jeunesse, prononcé le 9 septembre au château de Ludwigsbourg est le véritable lancement de l'amitié franco-allemande scellée peu après par le traité de l’Élysée.

### Le traité de l'Élysée

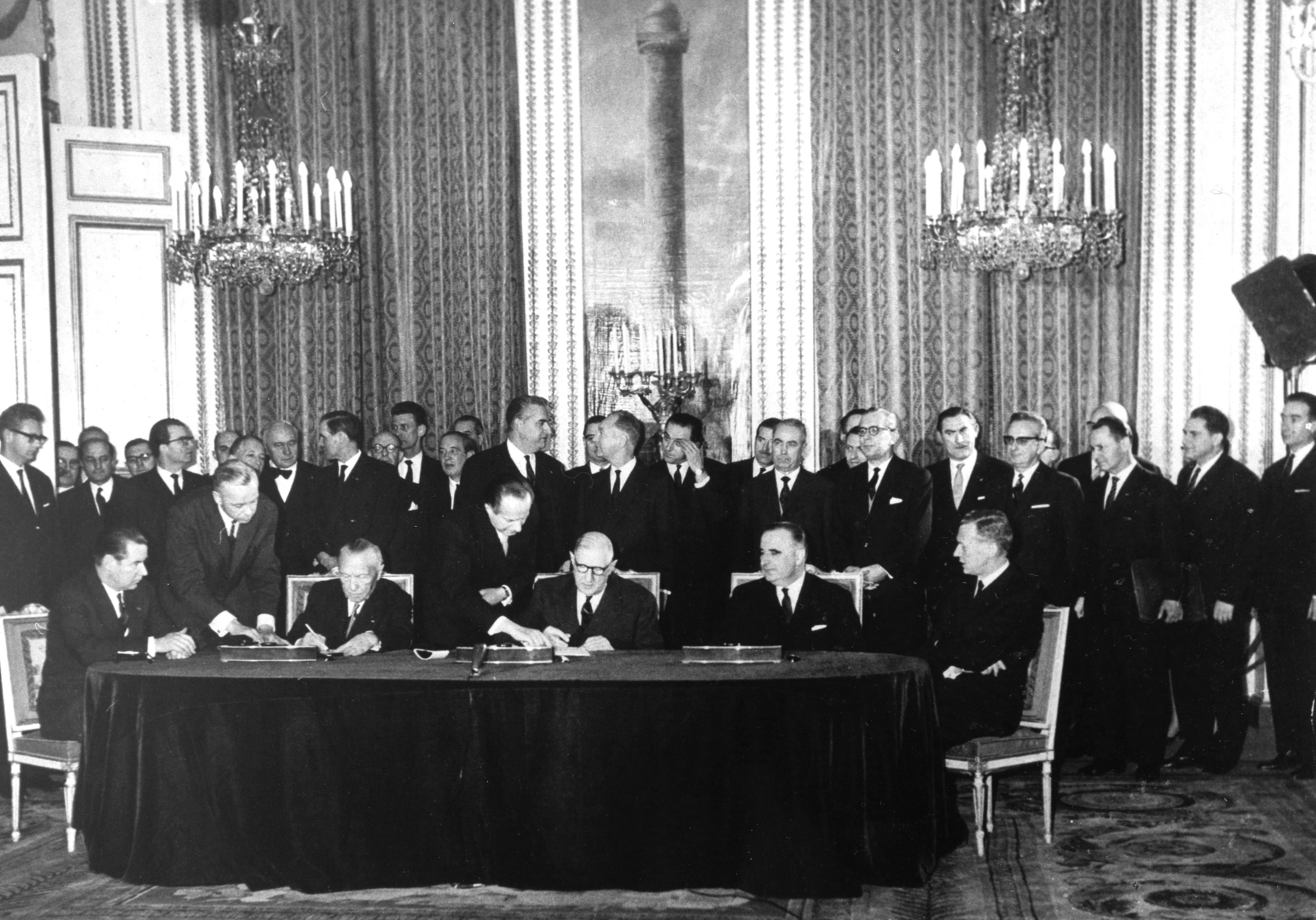
La signature du Traité de l'Élysée

Le 22 janvier 1963, le président Charles de Gaulle et le chancelier Konrad Adenauer signent le traité de l'Élysée pour que la coopération franco-allemande devienne une réalité quotidienne. Depuis, de nombreuses villes, écoles, régions et universités sont jumelées et l’Office franco-allemand pour la jeunesse (OFAJ) offre à des millions de jeunes la chance de participer à des échanges. Depuis 1999, et selon l'accord de Weimar, signé en 1997, l'Université franco-allemande (UFA) soutient des partenariats entre établissements d'enseignement supérieur français et allemands. Elle permet ainsi à des étudiants des deux pays de suivre des cours partagés entre France et Allemagne, et à des chercheurs de mettre en commun leurs savoirs.
En 2003, les parlementaires français et allemands se réunissent dans la salle du Congrès du château de Versailles pour commémorer le traité de l'Élysée de 1963.
Le couple franco-allemand a toujours été un moteur de la construction européenne.

### Le traité d'Aix-la-Chapelle
Le 22 janvier 2019, 56 ans jour pour jour après l'accord de l'Élysée, le président Macron et la chancelière Angela Merkel signent le nouveau traité, baptisé « traité sur la coopération et l'intégration franco-allemandes ». L'objectif est, à terme, d'« instituer une zone économique franco-allemande dotée de règles communes », concernant le droit des affaires.

## Les «couples» franco-allemands
L'existence d'un « moteur franco-allemand » ou d'un « couple franco-allemand » a souvent été renforcée par les bonnes relations entretenues par le chancelier fédéral d'Allemagne et le président de la République française :
- Charles de Gaulle et Konrad Adenauer (1959-1963)
- Charles de Gaulle et Ludwig Erhard (1963-1966)
- Charles de Gaulle et Kurt Georg Kiesinger (1966-1969)
- Georges Pompidou et Willy Brandt (1969-1974)
- Valéry Giscard d'Estaing et Helmut Schmidt (1974-1981)
- François Mitterrand et Helmut Kohl (1982-1995)
- Jacques Chirac et Helmut Kohl (1995-1998)
- Jacques Chirac et Gerhard Schröder (1998-2005)
- Jacques Chirac et Angela Merkel (2005-2007)
- Nicolas Sarkozy et Angela Merkel (2007-2012)
- François Hollande et Angela Merkel (2012-2017)
- Emmanuel Macron et Angela Merkel (2017-2021)
- Emmanuel Macron et Olaf Scholz (2021-2025)
- Emmanuel Macron et Friedrich Merz (depuis 2025)

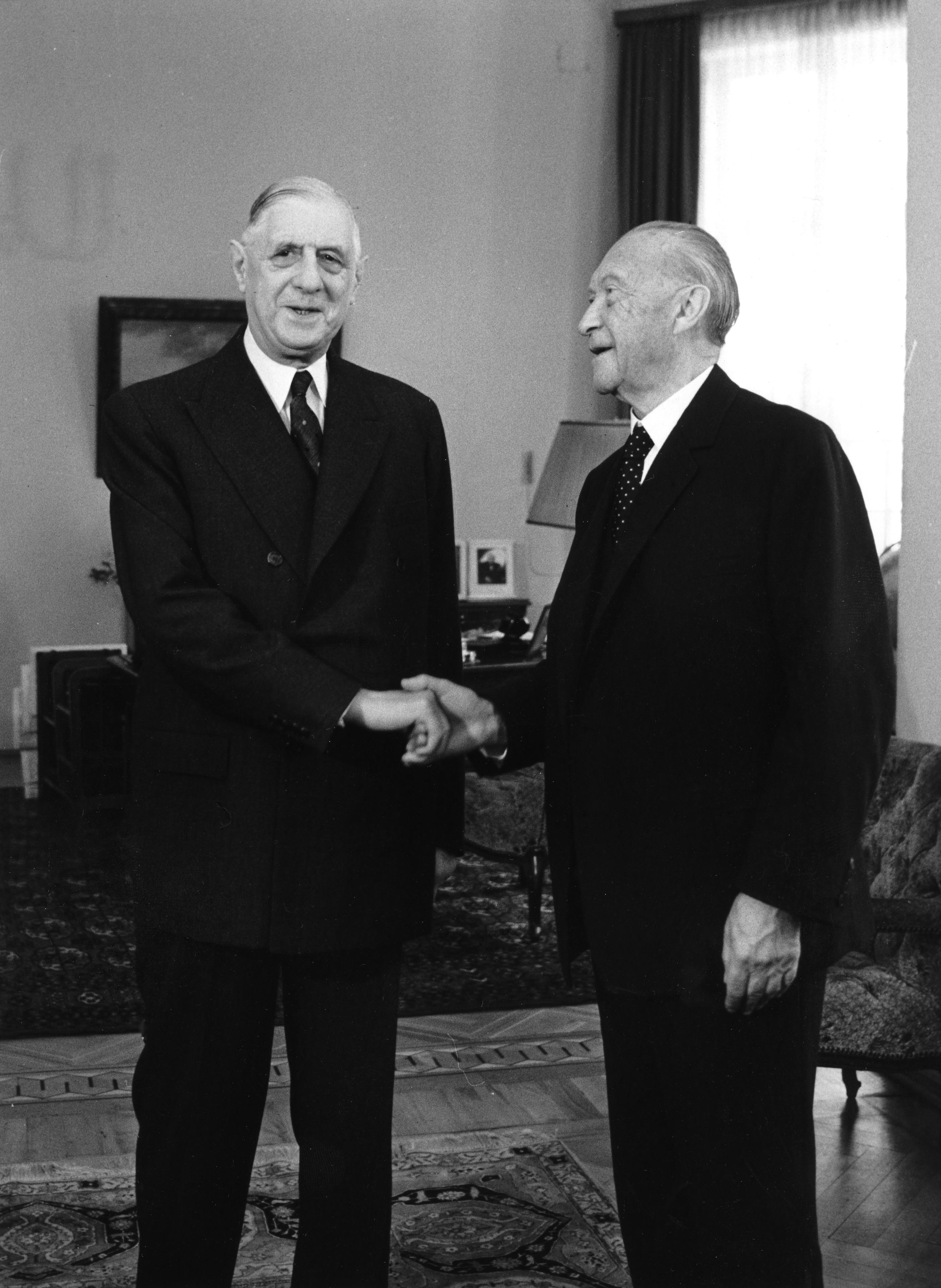
Charles de Gaulle et Konrad Adenauer (1963)
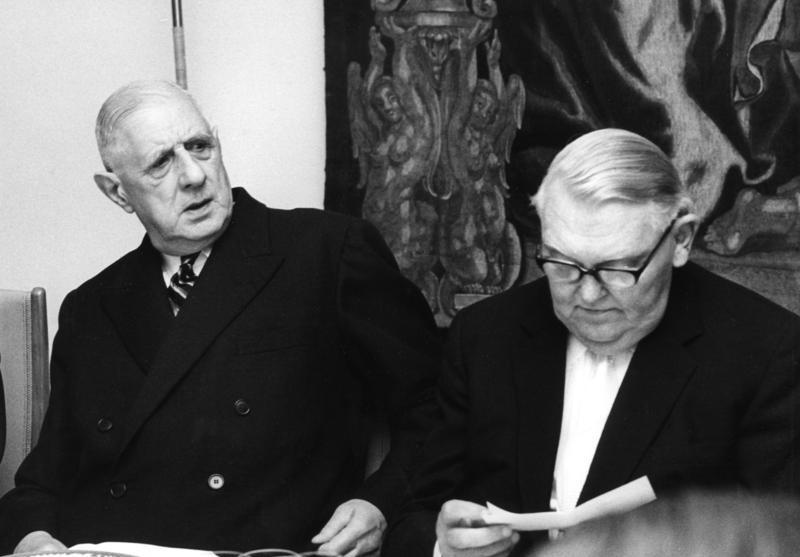
Charles de Gaulle et Ludwig Erhard (1965)
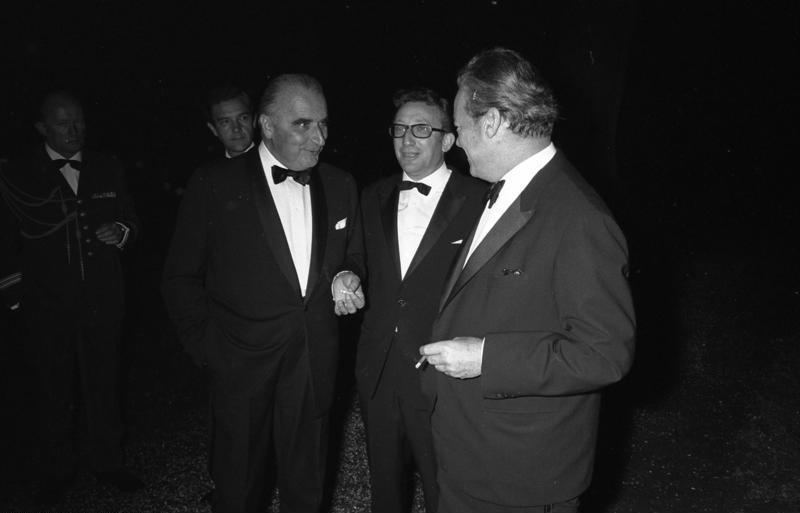
Georges Pompidou et Willy Brandt (1972)
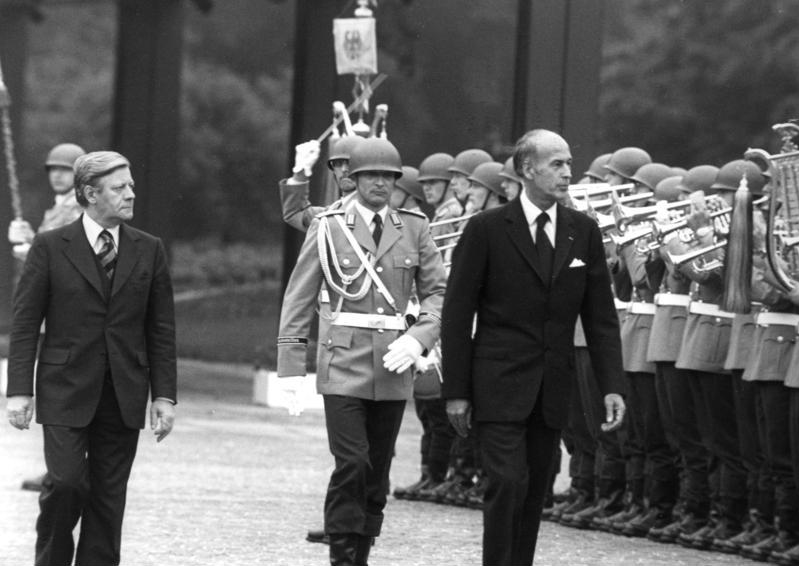
Helmut Schmidt et Valéry Giscard d'Estaing (1977)
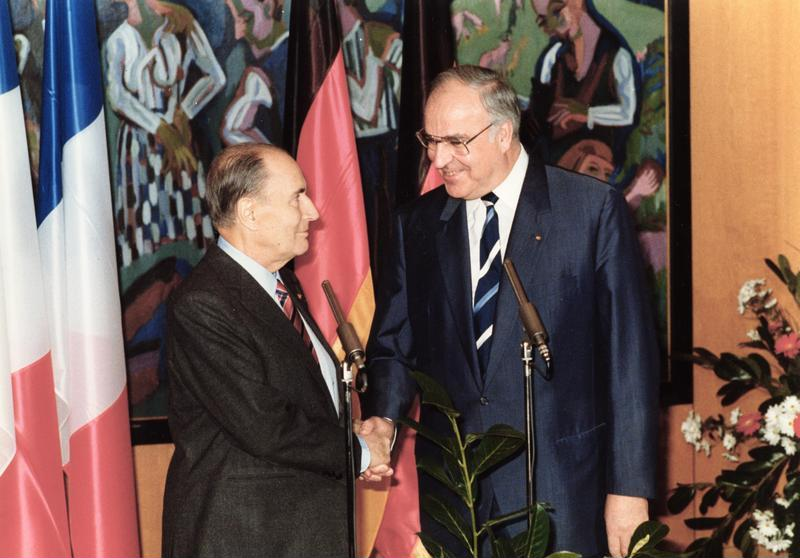
François Mitterrand et Helmut Kohl (1987)
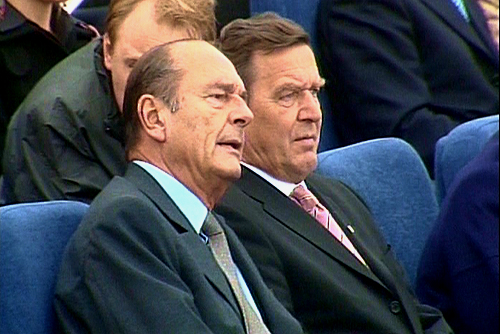
Jacques Chirac et Gerhard Schröder (2003)
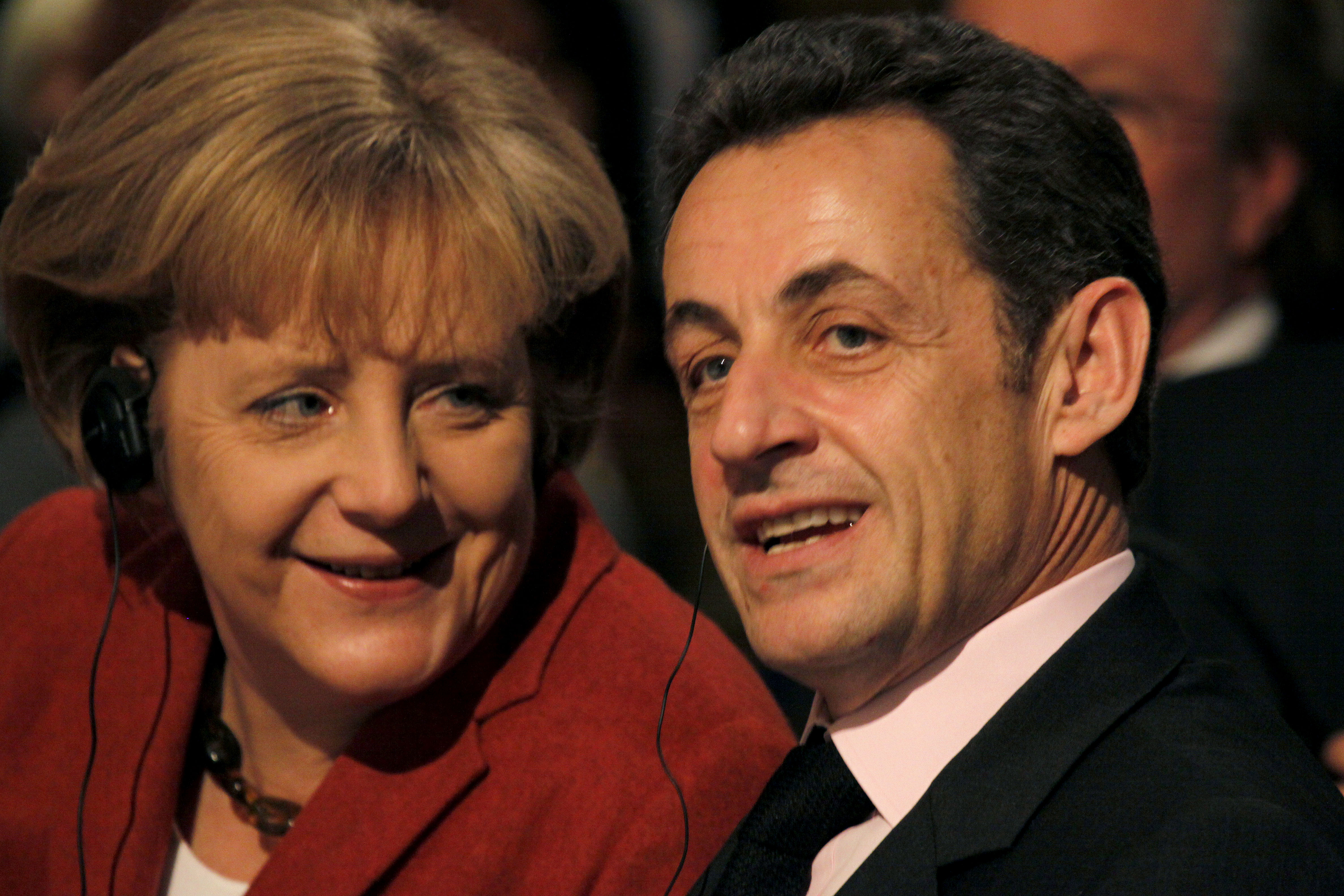
Angela Merkel et Nicolas Sarkozy (2009)
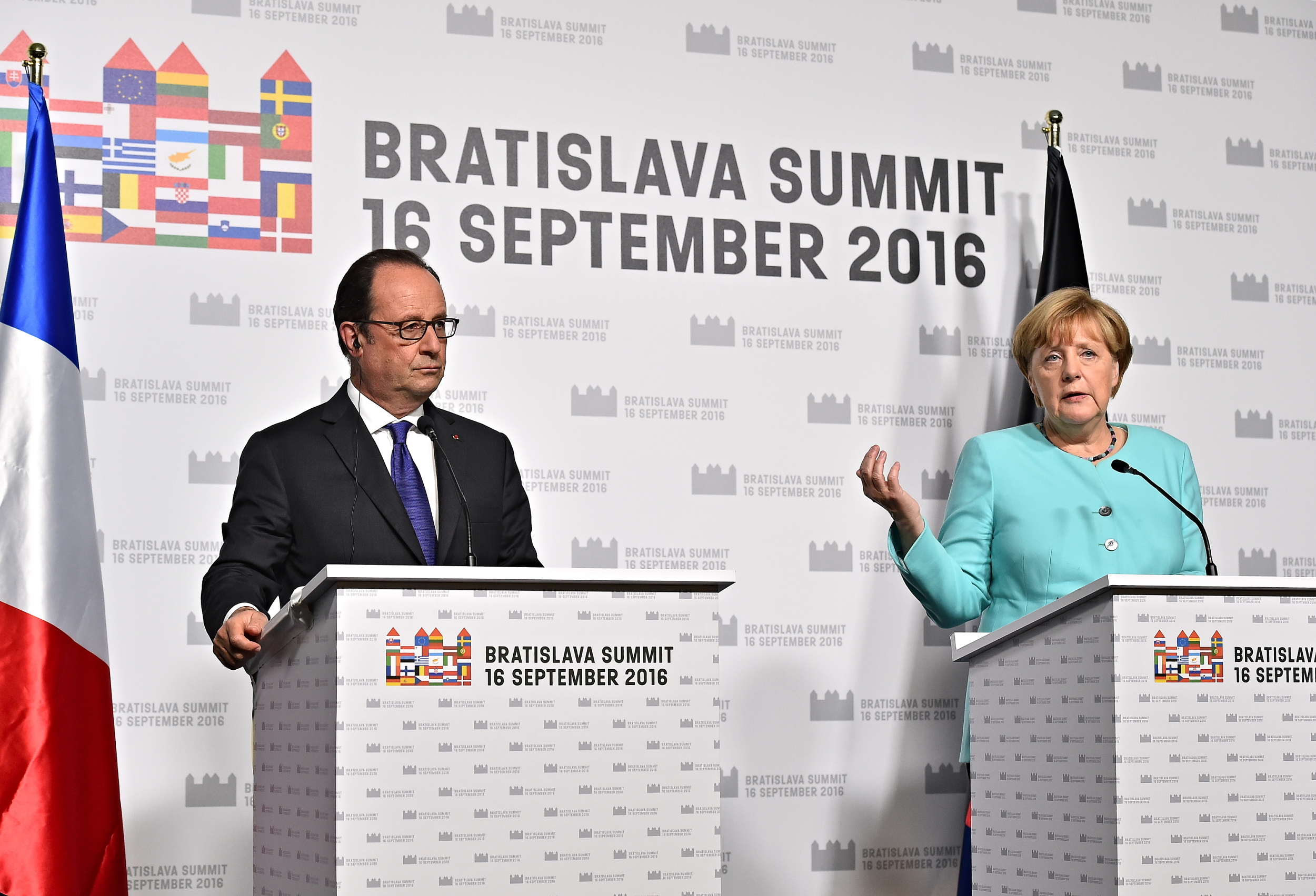
François Hollande et Angela Merkel (2016)
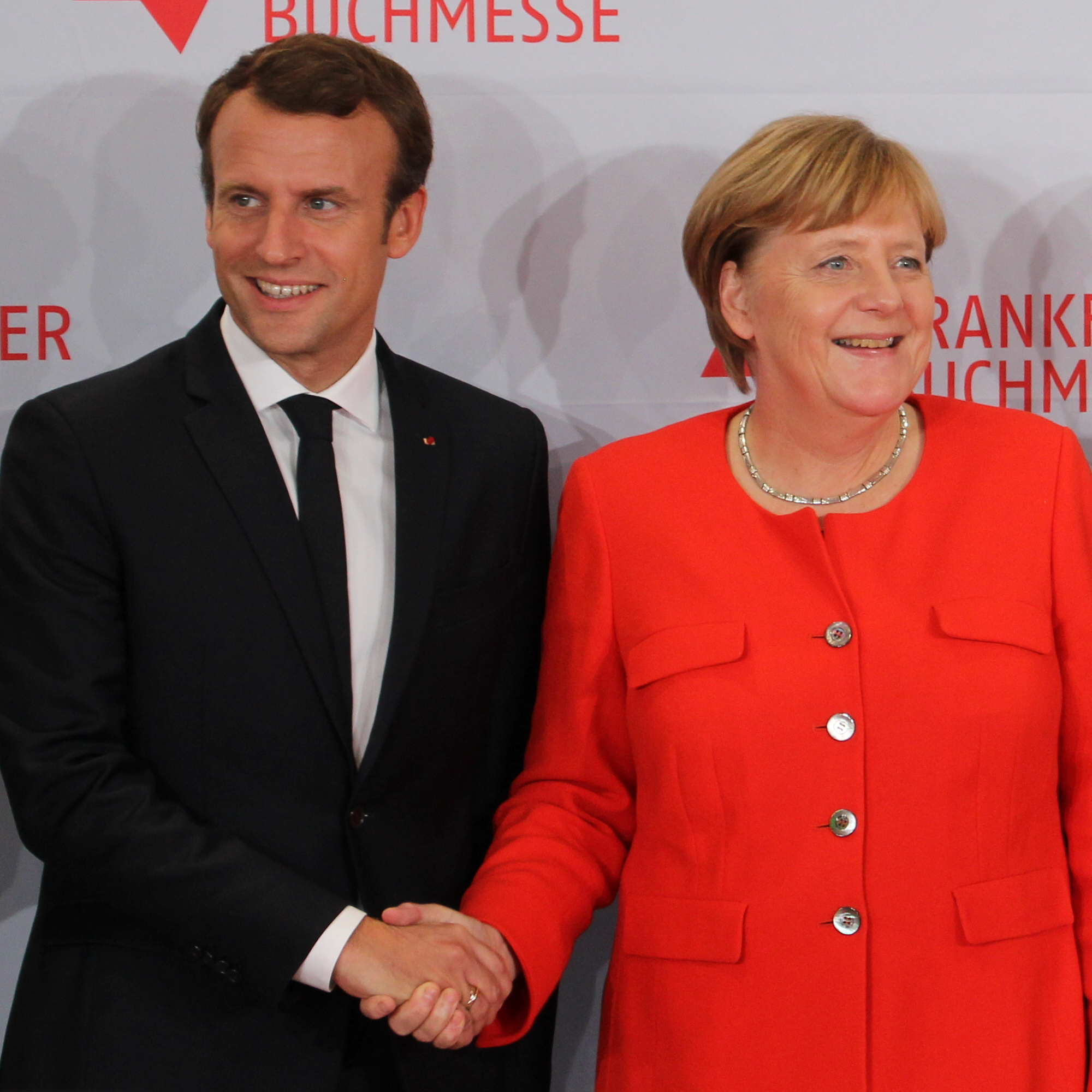
Emmanuel Macron et Angela Merkel (2017)
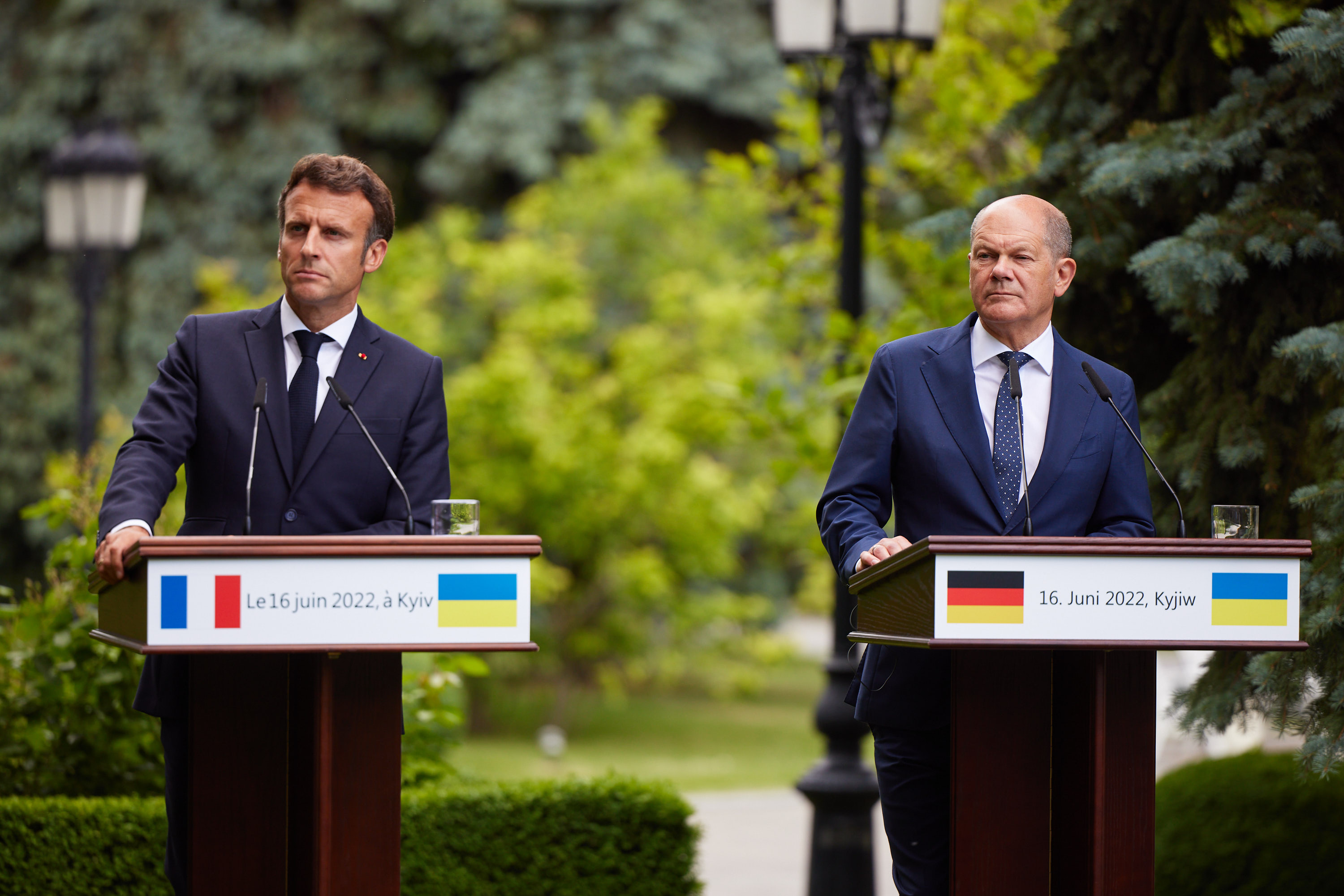
Emmanuel Macron et Olaf Scholz (2022)

## Les activités
Parmi ces réalisations, on compte notamment :
- la création de l'Institut Laue-Langevin destiné à la Recherche en Sciences et Techniques Neutroniques ;
- la brigade franco-allemande du Corps européen, binationale et basée en Allemagne ;
- l'initiation de formes sociales européenes comme le GIE comme celui exploitant la chaîne de télévision commune Arte ;
- la préparation d'un manuel franco-allemand commun d'histoire ;
- la cohabitation dans un immeuble commun pour les deux ambassades à Dacca, au Bangladesh.

Il est à noter que les programmes de jumelage et d'échange entre villes françaises et allemandes ne relèvent pas directement de compétences étatiques. Initialement de nature religieuse, elles remontent au Haut Moyen Âge (Ve-XIIe), et ont été réinitiés après la seconde guerre mondiale par le mouvement fédéraliste français, « La Fédération » (1944), avant d'être structurés dans le cadre du Conseil des communes et régions d'Europe.
La coopération technique et économique, par le biais notamment : des programmes franco-allemands de satellites de télécommunications Symphonie et Spacebus ; d'EADS et d'Airbus.

## Plan Lamy-Verheugen
Les efforts de coordination politique des gouvernements français et allemands ont amené certains politiciens à avancer l'idée d'une union allant jusqu'à la confédération entre la France et l'Allemagne. Une proposition avait été faite par Wolfgang Schäuble et Karl Lamers en 1994,.
Le 21 janvier 2002, les commissaires européens Pascal Lamy et Günter Verheugen firent une nouvelle proposition. Selon leur plan, cette union aurait une armée commune, partagerait ses ambassades et rendrait obligatoire la connaissance des deux langues aux fonctionnaires des deux États.
La proposition a été évoquée en 2003 par les deux gouvernements et diversement commentée dans l'optique générale de l'évolution de l'Union européenne, que ce soit pour replacer cette proposition dans la continuité de la coopération franco-allemande ou dans le cadre d'une « Europe à deux vitesses » centrée sur un partenariat très rapproché entre la France et l'Allemagne d'une part, et un autre groupe de pays autour du Royaume-Uni d'autre part.

## Bilan et perspective
Malgré les réalisations passées et l'importance des sommets bilatéraux semestriels, la relation franco-allemande est à la recherche d'un nouveau souffle. Une certaine routine a pris le pas sur les initiatives franco-allemandes de coopération politique, économique et culturelle. Plusieurs facteurs de rapprochement concrets — ou de ralentissement — de nature politique et économique y ont contribué: l'Accord de Schengen (1996) l'Euro (1999) et inversement le déficit de certains dirigeants politiques en matière de sensibilité interculturelle, ont pu rendre difficile tout rapprochement voire échange avec leur homologue.
À l'exception des secteurs économiques controlés par les états, comme l'espace, l'aéronautique et l'armement, les grands groupes français et allemands ont ainsi de nouveau privilégié les alliances geo-entrepreunariales comme dans le reste des États-nations membres de l'Union européenne.
Les intellectuels sceptiques tant à l'égard de l'Europe que du couple franco-allemand, se sont empressés d'en tirer la conclusion que l'amitié franco-allemande est dénuée de repercussions économiques durables. Tel est le cas de Pierre Manent, professeur de philosophie à Sciences-Po, « il n'y a jamais eu de couple franco-allemand. Il y a eu une réconciliation franco-allemande qui a été conduite de manière à la fois politiquement judicieuse et humainement noble. Il est légitime d'y voir un des moments les plus significatifs de la formation de l’amitié européenne. Dans cette démarche où la composante chrétienne fut présente des deux côtés, les deux protagonistes ne cessèrent pas d’être deux nations guidées par leurs intérêts respectifs et le souci de leur liberté d'action ».

### Un bilan culturel mitigé
Les relations privilégiées que l'Allemagne et la France veulent entretenir ont toujours eu un volet culturel. On constate, contrairement à des souhaits rituellement exprimés, que la connaissance de la langue de l'autre est en recul dans les deux pays.[réf. nécessaire]

### Relation économique Franco-Allemande
Dans les années 2020, suite à la Guerre en Ukraine et à la crise énergétique qui s'ensuit, l'ancien PDG d'EDF Henri Proglio, invité à s'exprimer lors d'une Commission d'Enquête de l'Assemblée Nationale, pointe que le couple franco-allemand n'existe qu'en France, car il n'y a qu'elle qui y voit un intérêt. Le 13 décembre 2022, à la Commission de l'Assemblée Nationale, relative à l'Indépendance Énergétique, il raconte ce diner politico-industriel, qui a lieu à l'inauguration de la Foire de Hanovre, trois semaines après la revente d'EnBW, filiale allemande d'EDF, à l'Allemagne : « Personne ne parle en Allemagne du couple Franco-Allemand : il n'y a qu'en France qu'on parle du couple Franco-Allemand. ». Il évoque ce sujet en raison d'EDF, pointé du doigt en 2012 sur cette transaction, réalisée « pour une bouchée de pain », les activités nucléaires des industriels Allemands, vendus suite à la décision politique d'Angela Merkel de sortir du nucléaire, pour des raisons électorales. Il précise : « Elle me l'a dit : Je l'ai fait pour des raisons politiques, pas du tout techniques, ni scientifiques. ». Henri Proglio rajoute qu'elle s'est présentée à lui comme « une scientifique de l'Allemagne de l'Est, qui croit totalement à la nécessité du nucléaire ».

### Le couple franco-allemand dans les relations internationales
L'Allemagne s'est retrouvée avec la France pour s'opposer à la guerre en Irak en 2003. Mais dans le couple, c’est encore la France qui parle le plus fort sur la scène internationale, grâce à son siège permanent au Conseil de sécurité et à son droit de veto, et c'est elle qui a subi les foudres américaines pour avoir menacé de mettre son veto au conseil de sécurité de l'ONU. Mais il est important de souligner que cette situation a été possible par la volonté de parler d’une seule voix sur la scène internationale, notamment dans des organisations comme l’OMC. Cela n'empêche pas les différences. La France est ainsi beaucoup plus sensible aux problèmes africains, et l’Allemagne souhaite garder une relation particulière avec Israël.

### Journée franco-allemande
La journée franco-allemande a lieu chaque année le 22 janvier depuis le 40e anniversaire du traité de l'Élysée en 2003. Les établissements scolaires peuvent mettre en place des activités en lien avec la langue allemande, éventuellement avec des partenaires extérieurs.